# Есење
Есење (фр. Essegney) је насељено место у Француској у региону Лорена, у департману Вогези.
По подацима из 2011. године у општини је живело 713 становника, а густина насељености је износила 84,78 становника/km².

## Демографија
| 1962. | 1968. | 1975. | 1982. | 1990. | 2011. |
| ----- | ----- | ----- | ----- | ----- | ----- |
| 509   | 566   | 649   | 739   | 651   | 713   |